# Кунаево
Куна́ево — бывшая деревня в Воегуртском сельском поселении Балезинского района Удмуртии.
Бывшая деревня находилась на реке Чепца.
Население — 0 человек (2007; 35 в 1961).
Код ИФНС: 1837.